# Prenanthcucullia
Prenanthcucullia là một chi bướm đêm thuộc họ Noctuidae.